# Tatort: Ordnung im Lot
Ordnung im Lot ist ein Fernsehfilm aus der Kriminalreihe Tatort der ARD und des ORF. Der Film wurde von Radio Bremen produziert und erstmals am 12. Februar 2012 im Programm der ARD Das Erste ausgestrahlt. Für Kriminalhauptkommissarin Inga Lürsen (Sabine Postel), ist es ihr 25. Fall, in dem sie ermittelt und für Kriminalkommissar Stedefreund (Oliver Mommsen) der 20. Fall, den er zusammen mit Inga Lürsen zu lösen hat. Diese 828. Tatort-Folge führt das Ermittlerteam in eine absonderliche Welt von Verschwörungstheorien und hypersensibler Wahrnehmungen einer Tatzeugin, verkörpert von Mira Partecke, deren Ehemann von Wolfram Koch und deren Sohn von Vincent Göhre gespielt werden. 

## Handlung
Als der Jugendliche Max Lange abends nach Hause kommt, steht seine Mutter Sylvia mit einer Pistole in der Hand in der Tankstelle, die sich gegenüber ihrem Haus befindet. Der Tankstellenbetreiber Jure Tomic liegt erschossen am Boden. Max schickt seine verstörte Mutter zurück in die Wohnung, nimmt die Waffe an sich und verständigt die Polizei. Als Lürsen und Stedefreund erscheinen, befragen sie zuerst Max Lange und seine ihnen etwas seltsam erscheinende Mutter. Sie redet recht verworren und hat offensichtlich die Tankstelle nicht gemocht, die sie täglich mit dem Fernglas beobachtete, und redet von einer Gefahr. So wie sie überall nur schreckliche Dinge sieht und unter Verfolgungswahn zu leiden scheint. Max möchte nicht, dass seine Mutter weiter befragt wird und verstrickt sich gegenüber den Ermittlern in Widersprüche. Doch ist er beruhigt, als ihm seine Mutter verständlich machen kann, dass sie die Pistole nur gefunden habe und sie demnach keine Mörderin sei.
Die Tatumstände sind für die Ermittler ebenfalls recht seltsam, so hatte Tomic seinen Werkstattangestellten Baumann früher nach Hause geschickt, was er sonst nie tat. Seinem Sohn hatte er kurzfristig eine Reise spendiert und seine Ehefrau zu ihrer Schwester geschickt. So als ob er absichtlich am Tatabend niemanden um sich haben wollte. Möglicherweise war er in kriminelle Machenschaften verstrickt gewesen, denn ein Raubmord war es ganz offensichtlich nicht, da kein Geld aus der Kasse fehlt.
Lürsen lässt Sylvia Lange von einem Neurologen begutachten. Ihr Mann ist darüber verärgert und erklärt, dass seine Frau einfach nur ein feines Gespür für Gefahren habe, was seiner Familie bisher nie geschadet habe. Allerdings hat die Familie bereits zweimal das Haus gewechselt, weil nach Meinung von Sylvia Lange die Schwingungen im jeweiligen Domizil schlecht gewesen seien. Der Neurologe bescheinigt Sylvia Lange eine schizoide Persönlichkeitsstörung. Lürsen hält es allerdings für möglich, dass ihre verstärkte Ängstlichkeit daher rührt, dass sie die Tat und den Täter beobachtet haben könnte. Inzwischen ist auch Ole Lange davon überzeugt, dass seine Frau in psychiatrischer Obhut besser aufgehoben wäre. Er greift zu recht drastischen Mitteln, um das letztendlich auch zu erreichen.
Stedefreund gelingt es, Max ins Gewissen zu reden, denn er hat schon lange bemerkt, dass dieser mehr weiß, als er zugibt. Daraufhin bringt Max das Überwachungsvideo zur Polizei, das er aus der Tankstelle mitgenommen hatte, weil er zunächst dachte, dass seine Mutter Tomic erschossen habe. Lürsen und Stedefreund sehen es sich an und haben den Eindruck, dass Tomic förmlich auf seinen Mörder gewartet hat. Ohne Gegenwehr lässt er sich erschießen. Kurz darauf ist Sylvia Lange zu sehen, wie sie dazu kommt, und der Mörder flüchtet. Für Lürsen ist klar, dass es sich hier um Tötung auf Verlangen gehandelt hat. Die kurz zuvor erhöhte Lebensversicherung und eine allgemeine Verschuldung von Tomic deutet darauf hin. Da sich Tomic im Vorfeld bereits mit seinem Mörder getroffen hatte und dieser auf einem der älteren Überwachungsbänder mit seinem Auto zu sehen ist, kann er über die Kfz-Zulassungsstelle identifiziert werden.

## Produktion
Der Film wurde vom Radio Bremen und Degeto Film unter dem Arbeitstitel Alles im Lot in Bremen und der Umgebung von Bremen gedreht. Der Journalist und Fernsehmoderator Michail Paweletz spielt in diesem Tatort einen Nachrichtensprecher.

## Rezeption

### Einschaltquote
Die Erstausstrahlung von Ordnung im Lot am 12. Februar 2012 wurde in Deutschland von insgesamt 8,34 Millionen Zuschauern gesehen und erreichte einen Marktanteil von 22,2 Prozent für Das Erste.

### Kritik
Rainer Tittelbach von tittelbach.tv gab dem Film 4½ von sechs möglichen Sternen und fasste seine Kritik folgendermaßen zusammen: „So befremdlich dieser familiäre Mikrokosmos als Basis für einen ‚Tatort‘ auch sein mag, ‚Ordnung im Lot‘ führt uns in eine chiffrierte Welt, die (nach einer Eingewöhnungsphase) äußerst faszinierend ist. […] Ungewohnte Perspektiven, seltsam kadrierte Bilder, eine überaus bemerkenswerte Filmmusik (Score: Andreas Weiser), die einen eigenen Kosmos der Befremdlichkeit aufbaut. Und dann ist da die Theaterschauspielerin Mira Partecke, die eine grandiose Performance abliefert. […] Dieses dadaeske Zeugnis verbalen Wahnsinns legt eine mindestens so nachhaltige Spur durch das Geschehen wie der eigentliche Krimi-Fall, der passend verhalten aufgelöst wird und im Drama ausklingt.“
Susanne Baller bewertete den Film für Stern.de und meinte über diesen Tatort, bei dem auch Inga Lürsen „ein wenig ‚verstrahlt‘ angelegt“ zu sein scheine: „Griechische Mythologie, paranoide Schizophrenie und ein Auftragsmord sind der Stoff, der Inga Lürsen und ihren Kollegen Stedefreund auf Trab hält. Ein fantasievolles Drehbuch und eine wunderbare Irre machen den Bremer ‚Tatort‘ zu einer gelungenen wie lehrreichen Märchenstunde.“
Holger Gertz befasste sich für die Süddeutsche Zeitung mit dem Film und führte aus: „Wenn der Plot im Ganzen hinkt, muss die Kommissarin am Ende die Kritzeleien einer Verwirrten entschlüsseln, um den Fall zu lösen. Im ‚Tatort‘ aus Bremen befällt den Zuschauer das Gefühl, dass die Rolle eines psychisch Gestörten schon zu oft in den Drehbüchern der Fernsehkrimis stand.“
Etwas nüchterner sah das Edo Reents bei FAZ.NET und schrieb zu diesem „beklemmenden Film“: Bei diesem ‚Tatort‘ „wächst sich die etwas ungereimt betitelte Folge ‚Ordnung im Lot‘ aus zu einem meisterlichen Psychodrama, in dem die eigentliche Ermittlungsarbeit bestenfalls nebenherläuft und sich irgendwann von selbst ergibt, nachdem der Seelenmüll der Familie Lange freigelegt ist. […] Das bedeutet auch: Wer es am Ende war, ist dann gar nicht mehr so wichtig.“
Die Bewertung von T-Online.de fiel durchaus anerkennend aus. Dort hieß es: „Dieser ‚Tatort‘ war anstrengend, rätselhaft, nervte oft mit seiner verwirrenden Komplexität und war kaum zu ertragen in den Momenten, in denen die Psychose einer schwer kranken Frau beinahe deren Familie zum Kollabieren brachte. Durchhaltevermögen war gefragt. Dennoch war der Krimi sehenswert. Denn neben dem üblichen Mordfall gelang es auf innovative und bedrückende Weise, ein Familiendrama mit offenem Ende heraufzubeschwören. “
Julia Bährs Kritik für Focus online fiel nicht gerade positiv aus, sie meinte, die „ARD liefert beste Einschlafhilfe, […] denn in der mittleren Dreiviertelstunde des Films passiert einfach gar nichts – es gelingt nicht einmal, die offensichtlich beabsichtigte beklemmende Atmosphäre aufzubauen.“
Die Kritiker der Fernsehzeitschrift TV Spielfilm zogen bei diesem Tatort, bei dem ein „solider Krimiplot als Aufhänger für das Porträt einer seelischen Krankheit“ genutzt werde, folgendes Fazit: „Schleichende Tragödie mit schrulliger Komik.“